# Liste der Biografien/Laup
Liste der Biografien |
Portal Biografien |
Personensuche
# |
A |
B |
C |
D |
E |
F |
G |
H |
I |
J |
K |
L |
M |
N |
O |
P |
Q |
R |
S |
T |
U |
V |
W |
X |
Y |
Z |
?
 
La |
Lb |
Lc |
Le |
Lg |
Lh |
Li |
Lj |
Ll |
Lm |
Lo |
Lp |
Lt |
Lu |
Lv |
Lw |
Lx |
Ly |
Lz
 
Laa |
Lab |
Lac |
Lad |
Lae–Lah |
Lai |
Laj |
Lak |
Lal |
Lam |
Lan |
Lao |
Lap |
Laq |
Lar |
Las |
Lat |
Lau |
Lav |
Law |
Lax |
Lay |
Laz
 
Laua |
Laub |
Lauc |
Laud |
Laue |
Lauf |
Laug |
Lauh |
Laui |
Lauj |
Lauk |
Laul |
Laum |
Laun |
Laup |
Laur |
Laus |
Laut |
Lauv |
Lauw |
Laux |
Lauz
Die Liste der Biografien führt alle Personen auf, die in der deutschsprachigen Wikipedia einen Artikel haben. Dieses ist eine Teilliste mit 24 Einträgen von Personen, deren Namen mit den Buchstaben „Laup“ beginnt.

## Laup
- Laup, Anthony (* 1982), französischer Fußballspieler

### Laupa
- Laupa, Helen (* 1976), estnische Tennisspielerin
- L’aupaire, deutscher Folkpop-Musiker und Singer-Songwriter

### Laupe
- Lauper, Cyndi (* 1953), US-amerikanische Sängerin, Songschreiberin und SchauspielerinCyndi Lauper (* 1953)

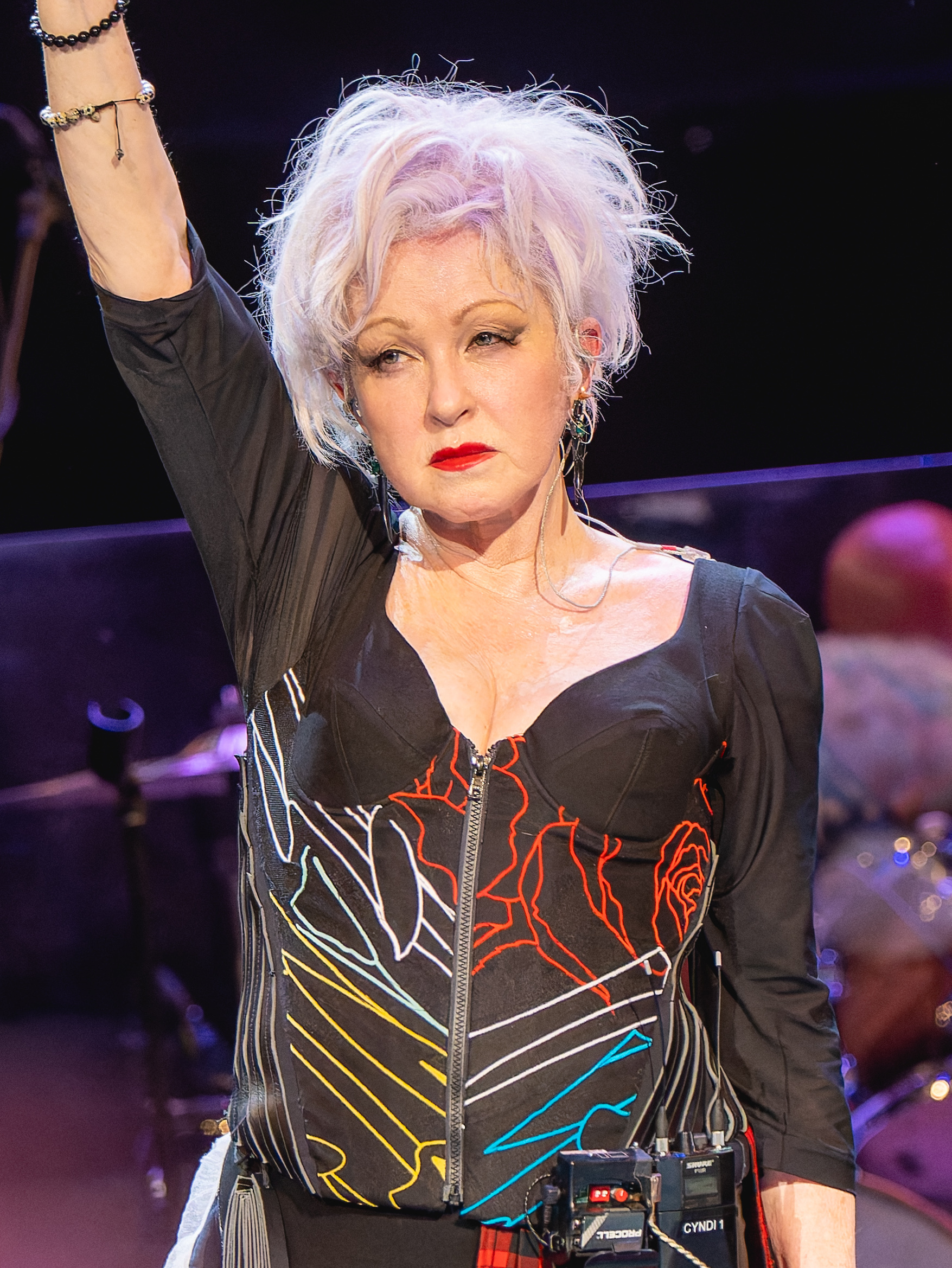
Cyndi Lauper (* 1953)

- Lauper, Hans (1895–1936), Schweizer Zahnarzt, Bergsteiger und Autor
- Lauper, Jakob (1815–1891), Schweizer Auswanderer nach Neuseeland
- Lauper, Sandro (* 1996), Schweizer Fussballspieler
- Laupert, Niels (* 1975), deutscher Regisseur, Filmproduzent und Drehbuchautor

### Lauph
- Laupheimer, Anton (1848–1927), deutscher Genremaler
- Laupheimer, Friedrich (1890–1965), deutscher Rabbiner und Bezirksrabbiner in Bad Ems (1932–1939)
- Laupheimer, Jonas (1846–1914), deutscher Bezirksrabbiner
- Laupheimer, Lukas (* 2003), deutscher Fußballspieler

### Laupi
- Laupichler, Rainer (* 1957), deutscher Schauspieler

### Laupp
- Laupp, Joachim (* 1957), deutscher Karatemeister
- Laupp, Johann Andreas (1776–1846), Bürgermeister und erster Oberbürgermeister von Tübingen
- Lauppert, Egon (1879–1955), österreichischer Offizier (Generalmajor) und Journalist
- Lauppert, Oskar von (1858–1932), österreichischer Opernsänger (Bariton)
- Lauppert-Martin, Isabella von (* 1856), deutsche Opernsängerin (Sopran) und Gesangspädagogin
- Läuppi, Adolf (1906–1974), Schweizer Radrennfahrer
- Läuppi, Eugen (1919–1999), Schweizer Arzt und Rechtsmediziner
- Läuppi, Gustav (1896–1985), Schweizer Radrennfahrer
- Läuppi, Heinz (1936–2011), Schweizer Radrennfahrer

### Laupr
- Lauprecht, Claus-Arwed (* 1963), deutscher Basketballfunktionär und -schiedsrichter
- Lauprecht, Edwin (1897–1987), bedeutender deutscher Tierzuchtwissenschaftler